# Barenton-Bugny
Barenton-Bugny ist eine französische Gemeinde mit 556 Einwohnern (Stand: 1. Januar 2022) im Département Aisne der Region Picardie. Sie gehört zum Arrondissement Laon und zum Kanton Marle.

## Geographie
Die Gemeinde Barenton-Bugny liegt etwa acht Kilometer nordnordöstlich des Stadtzentrums von Laon am Fluss Barentons. Durch das Gemeindegebiet führen die Autoroute A26 und die ehemalige Route nationale 2. Umgeben ist Barenton-Bugny von den Nachbargemeinden Barenton-Cel im Norden, Verneuil-sur-Serre im Norden und Nordosten, Grandlup-et-Fay im Nordosten, Monceau-le-Waast im Osten, Samoussy im Südosten, Chambry im Süden, Laon im Süden und Südwesten sowie Aulnois-sous-Laon im Westen.

## Bevölkerungsentwicklung
| Jahr                       | 1962 | 1968 | 1975 | 1982 | 1990 | 1999 | 2006 | 2013 | 2021 |
| Einwohner                  | 529  | 519  | 489  | 527  | 578  | 533  | 570  | 556  | 557  |
| Quellen: Cassini und INSEE |      |      |      |      |      |      |      |      |      |

## Sehenswürdigkeiten
- Kirche Saint-Martin aus dem 12. Jahrhundert, Monument historique seit 1921

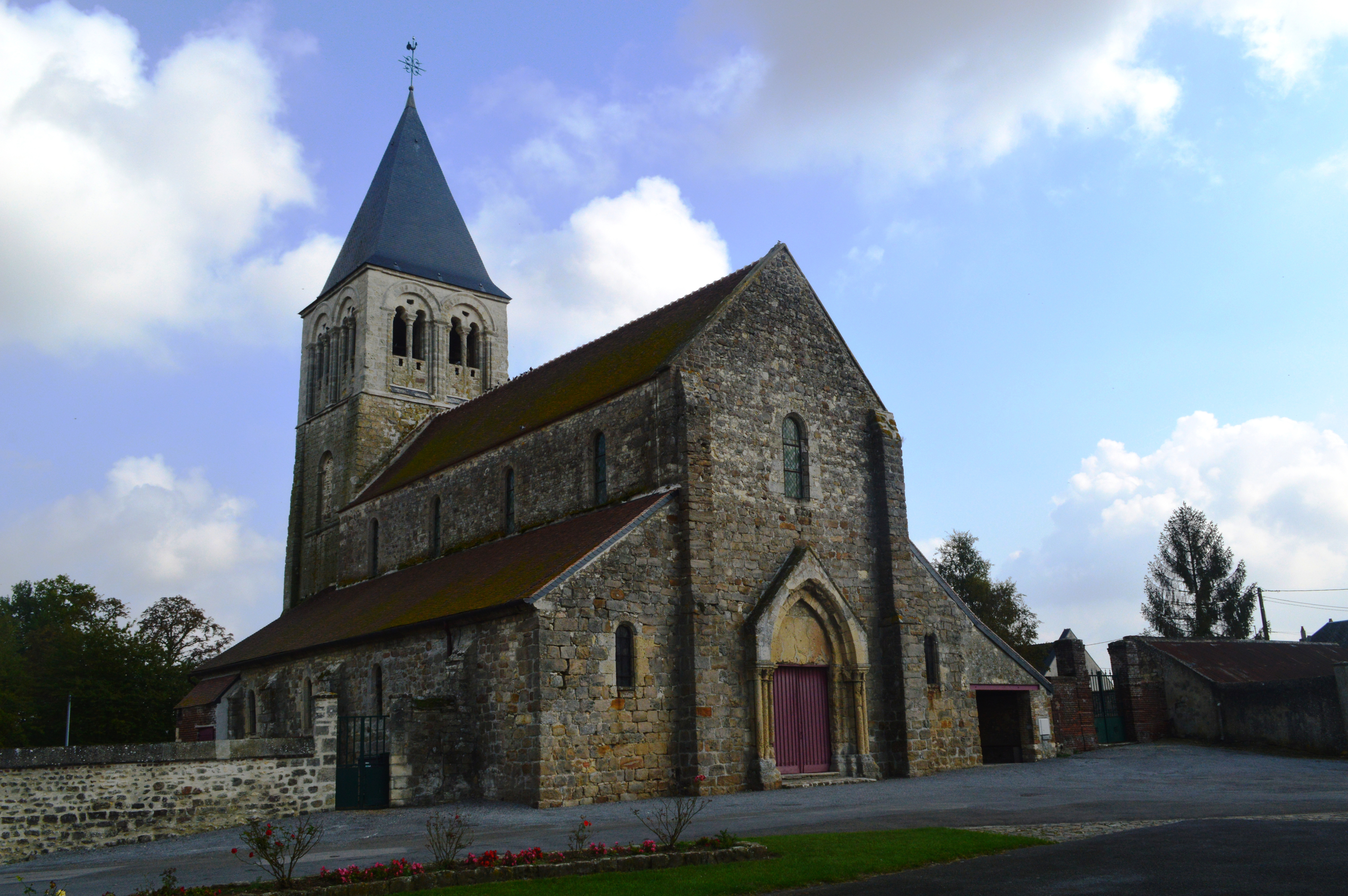
Kirche Saint-Martin
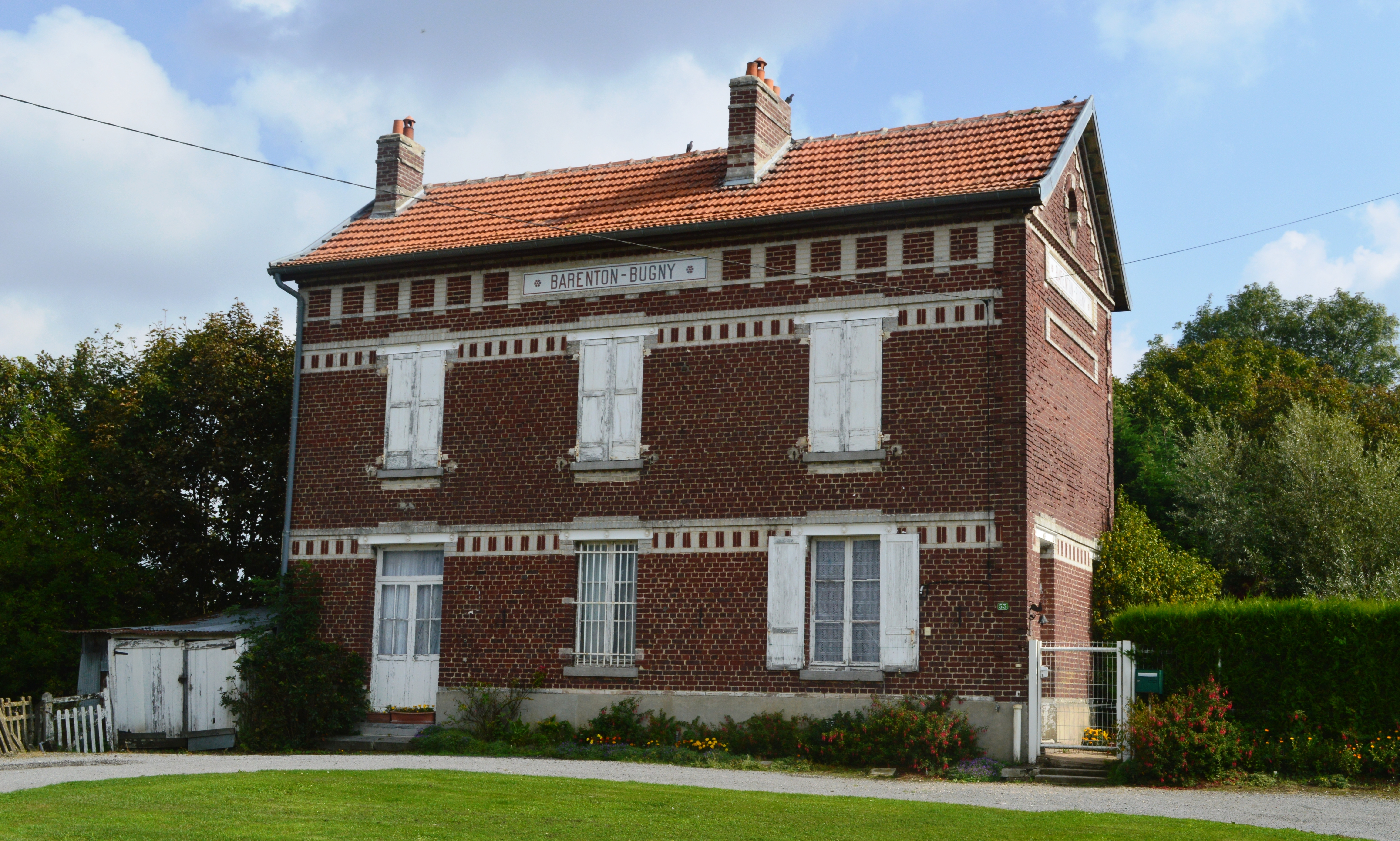
Bahnhof
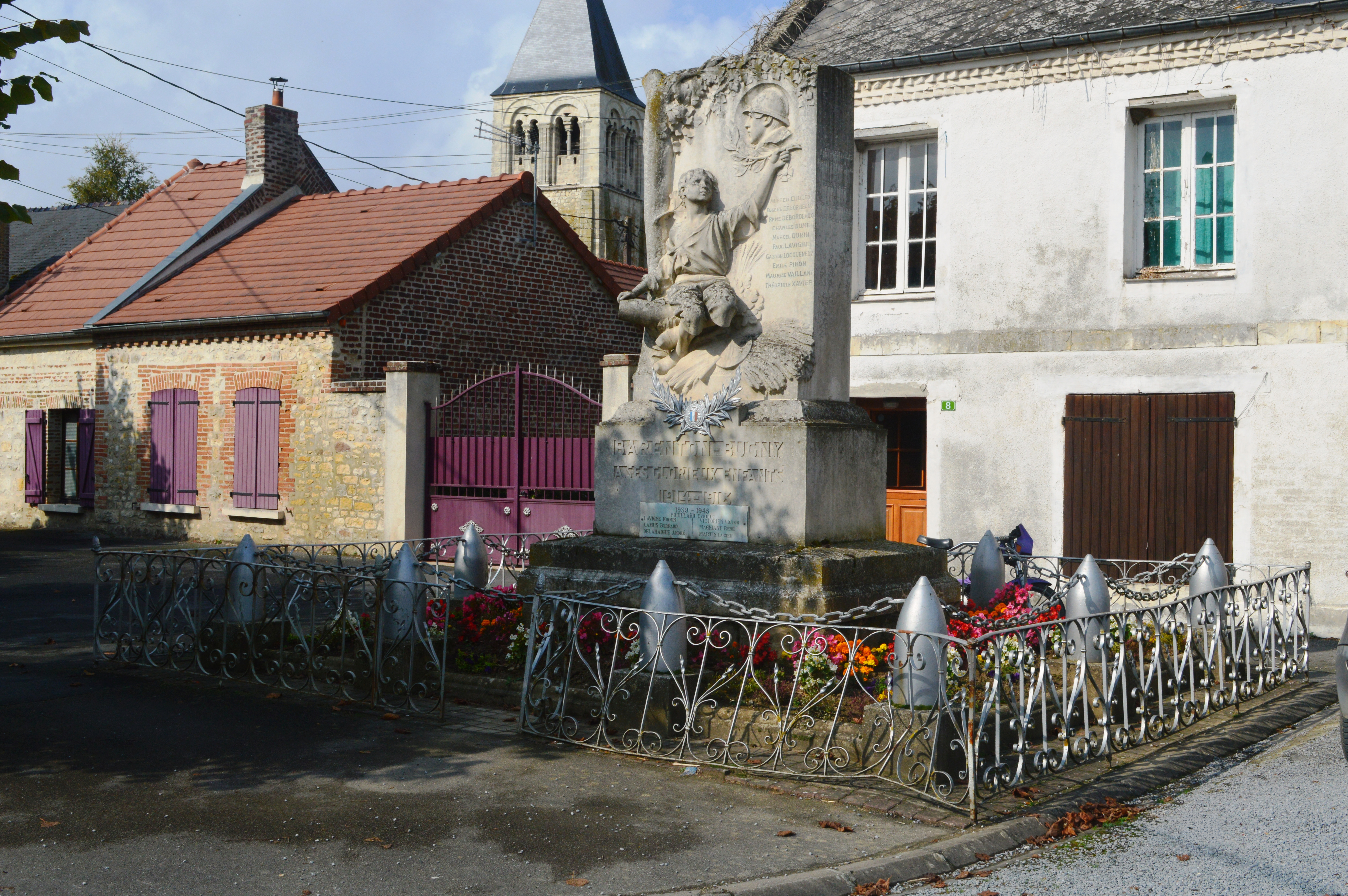
Gefallenendenkmal